# Potua aptera
Potua aptera är en insektsart som beskrevs av Wagan och D.K.M. Kevan 1992. Potua aptera ingår i släktet Potua och familjen torngräshoppor. Inga underarter finns listade i Catalogue of Life.